# Grigorij Lewenfisz
Grigorij Jakowlewicz Lewenfisz, ros. Григорий Яковлевич Левенфиш (ur. 9 marca 1889 w Piotrkowie Trybunalskim, zm. 9 lutego 1961 w Moskwie) – rosyjski szachista i publicysta, arcymistrz od 1950 roku.

## Życiorys
Urodził się w Piotrkowie Trybunalskim (który należał wówczas do Imperium Rosyjskiego), dzieciństwo i młodość spędził w Sankt Petersburgu, zwyciężając w mistrzostwach tego miasta w 1909 r. W 1911 r. wystąpił w silnie obsadzonym turnieju w Karlsbadzie, gdzie podzielił XIV m., natomiast w 1913 triumfował w międzynarodowym turnieju w Sankt Petersburgu. Najwybitniejsze wyniki w swojej karierze uzyskał w połowie lat 30. XX wieku, m.in. dwukrotnie zwyciężając w indywidualnych mistrzostwach Związku Radzieckiego (1934, wspólnie z Ilią Rabinowiczem oraz 1937). W 1937 r. osiągnął również znaczny sukces, remisując 6½ – 6½ w meczu z przyszłym mistrzem świata, Michaiłem Botwinnikiem (za ten rezultat otrzymał – jako drugi po Botwinniku radziecki szachista – tytuł arcymistrza ZSRR), zajął też II m. (za Reubenem Finem) w Leningradzie. W 1940 r. rozegrał w Moskwie mecz z Władimirem Ałatorcewem, zwyciężając w stosunku 7½ – 4½.
Według systemu Chessmetrics najwyższy ranking osiągnął w lutym 1939 r., posiadał wówczas 2677 punktów i zajmował 10. miejsce na świecie. W 1967 r. wydano w Moskwie książkę pt. Избранные партии и воспоминания, poświęconą szachowej twórczości Grigorija Lewenfisza.
Wniósł duży wkład w rozwój teorii debiutów, jego nazwisko noszą warianty w obronie Grünfelda, rosyjskiej oraz sycylijskiej. Był również autorem wielu książek o tematyce szachowej.

## Wybrane publikacje
- Первая книга шахматиста, Leningrad 1925
- Матч Алехин – Капабланка на первенство мира, Leningrad 1928 (wspólnie z Piotrem Romanowskim)
- IX Всесоюзное шахматное первенство, Moskwa, Leningrad 1937
- Шахматные основы, Leningrad 1950 (wspólnie z Witalijem Czechowierem)
- Шахматы для начинающих, Leningrad 1950
- Книга начинающего шахматиста, Moskwa 1957
- Теория ладейных окончаний, Moskwa 1957 (wspólnie z Wasilijem Smysłowem)